# ジャスティン・スメサート
ジャスティン・スメサート（Justine Smethurst、1987年1月14日 - ）は、オーストラリア・ビクトリア州メルボルン出身の女子ソフトボール選手（投手）。ソフトボールオーストラリア代表。

## 経歴
ハワイ大学（ハワイ・レインボーワヒネ）卒業。
2008年に北京オリンピックに出場し、銅メダルを獲得。
2010年-2012年にかけて日本リーグ1部の佐川急便でプレーした。2012年5月20日の戸田中央総合病院戦でノーヒットノーラン達成。